# Endotheliitis
Als Endotheliitis wird eine Entzündung des Endothels bezeichnet, also der innenliegenden Zellschicht von Blutgefäßen.

## Pathophysiologie
Morphologisch befinden sich bei einer Endotheliitis um die Endothelzellen vermehrt Immunzellen wie Lymphozyten, Plasmazellen und Makrophagen. Eine Endotheliitis führt häufig zu Schmerzen und Irritationen im betroffenen Gebiet sowie zu einem Ödem des umliegenden Gewebes.

## Organtransplantation
Diese Erkrankung ist ein häufiger Bestandteil einer akuten Abstoßungsreaktion nach Organtransplantation von Leber und Niere. Aufgrund der losen Begriffsdefinition kann eine Endotheliitis allerdings nicht zur spezifischen Diagnosestellung einer akuten Abstoßungsreaktion genutzt werden. Eine „echte“ Endotheliitis ist durch geschwollene und beschädigte Endothelzellen gekennzeichnet, die durch subendotheliale Lymphozyten von der unterliegenden Basalmembran getrennt sind. Liegt dieses Bild in einer Biopsie vor, kann mit relativer Sicherheit von einer akuten Abstoßungsreaktion ausgegangen werden.

## Augenheilkunde
Auch in der Augenheilkunde wird häufig eine Endotheliitis beschrieben, die oft mit einer Entzündung der vorderen Augenkammer einhergeht.  Wenn sie in der Hornhaut auftritt, kann sie zu einem Sehverlust führen.

## SARS-CoV-2
Das neuartige Corona-Virus SARS-CoV-2 infiziert Zellen, indem es an das ACE2-Protein bindet. Dieses ist insbesondere an der Oberfläche von Endothelzellen zu finden. Aus diesem Grund kann im Rahmen dieser Infektionskrankheit eine Endotheliitis verschiedener Organe auftreten. In besonders schweren Fällen resultiert Multiorganversagen.